# Хеддесхайм
Хеддесхайм (нем. Heddesheim, местный диалект: Hellese) — община в Германии с населением около 12 000 человек. Расположена в районе Рейн-Неккар земли Баден-Вюртемберг, вблизи Мангейма, входит в состав метропольного региона Рейн-Неккар.

## География

### Расположение
Хеддесхайм находится на северо-западе Баден-Вюртемберга в Верхнерейнской низменности. Почти половина территории общины расположена на некарском аллювиальном конусе. К востоку находятся горный массив Бергштрассе и Оденвальд.
На севере граничит с Фирнхаймом (уже в Гессене), на северо-востоке — с Вайнхаймом, на востоке — с Хиршбергом, на юге — с Ладенбургом, на юго-западе — с Ильфесхаймом, на западе — с Мангеймом (районы Фойденхайм, Вальдштадт и Штрассенхайм).
Общая площадь — 1271 га, из которых:
- 24,8 % — застроенные земли и транспортная инфраструктура
- 74,2 % — сельскохозяйственные угодья[2]

### Административное деление
В состав общины входят:
- деревня Мукенштурм
- ферма Нойценхоф
- отдельные дома Бехербрух
- железнодорожная станция Хеддесхайм/Хиршберг[3]

## История
Первые поселения на территории Хеддесхайма появились около 100 года н. э., когда римляне основали Ладенбург. Название происходит от франков, поселившихся здесь во время Великого переселения народов (вероятно, «Хейм Хедо»).
Первое документальное упоминание относится к 917 году в Лоршском кодексе как «Hetenesheim». В конце XII века перешёл под власть пфальцграфов Рейнских.
Важные исторические вехи:
- 1222 — первое упоминание Мукенштурма
- 1450 — около 200 жителей
- 1600 — начало выращивания табака
- 1719 — построена ратуша
- 1756 — построена реформатская церковь
- 1792 — построена католическая церковь
- 1803 — перешёл к Великому герцогству Баден
- 1870 — построена евангелическая церковь
- 1909 — подключение к железной дороге
- 1929 — объединение с Мукенштурмом
- 1939 — пик табаководства (900 тонн с 300 га)
- 1973 — вошёл в состав района Рейн-Неккар
- 1974 — установлены побратимские связи с Ножан-ле-Руа (Франция)
- 2010 — прекращено выращивание табака

Динамика населения:
| Год  | Население |
| ---- | --------- |
| 1439 | 135       |
| 1577 | 265       |
| 1777 | 543       |
| 1852 | 1,790     |
| 1905 | 2,820     |
| 1950 | 5,391     |
| 1961 | 6,098     |
| 1970 | 8,926     |
| 1991 | 10,905    |
| 2015 | 11,199    |
| 2022 | 12,589    |

## Политика

### Органы власти
Общинный совет состоит из 22 членов, избираемых на 5 лет. Бургомистр является председателем с правом голоса.
Результаты выборов 2024:
| Партия                     | Голоса (%)   | Места  |
| -------------------------- | ------------ | ------ |
| ХДС                        | 37,4 (+4,7)  | 8 (+1) |
| СДПГ                       | 22,8 (-2,8)  | 5 (-1) |
| Хеддесхаймский список/СвДП | 21,6 (+8,4)  | 5 (+2) |
| Зелёные                    | 18,3 (-10,3) | 4 (-2) |

Явка: 63,2 % (+1,2)

### Бургомистры
- 1945—1948, 1950—1956: Иоганнес Мос
- 1948—1950: Мартин Герстнер
- 1956—1982: Фриц Кесслер
- 1982—1998: Фриц Аллес
- 1998—2022: Михаэль Кесслер
- с 2022: Ахим Вайц (избран с 52,2 % голосов)

### Герб и флаг
Герб (описание):
- В рассечённом и пересечённом щите
- Вверху слева — золотой лев в чёрном поле (Пфальц)
- Вверху справа — серебряно-синие ромбы (Виттельсбахи)
- Внизу — серебряная буква H на красном фоне над синими волнами

Флаг — сине-белый, утверждён в 1968 году

## Культура и достопримечательности

### Спорт и отдых
Инфраструктура:
- Крытый бассейн
- Озеро для купания с подогревом
- Открытый каток
- 2 спортивных зала
- 18-луночное поле для гольфа
- Мини-гольф
- Библиотека
- Музыкальная школа
- Футбольные поля (включая стадион на 2000 мест)
- 5 площадок для стритбола
- Конный клуб
- Молодёжный центр

Крупные спортивные клубы:
- FV Fortuna 1911 Heddesheim (футбол)
- SG Heddesheim (гандбол) — в сезоне 2024/25 выступает в Региональной лиге

### Диалект
Местный диалект характеризуется Ламбдацизмом — произношением «l» вместо «d», поэтому местное название — «Hellese».

## Экономика и инфраструктура

### Экономика
Основные отрасли:
- Логистика (крупный центр Pfenning Group площадью 200 000 м²)
- Сельское хозяйство (700 га зерновых, 266 га пастбищ)
- До 2010 года — табаководство (было прекращено из-за отмены субсидий ЕС)

### Транспорт
Железнодорожное сообщение:
- Трамвайная линия 5A в Мангейм
- Региональные поезда на станции Heddesheim/Hirschberg (направления: Гейдельберг, Дармштадт, Франкфурт-на-Майне)

Автомагистрали поблизости:
- A 659 (север)
- A 5 (восток)
- A 6 (запад)

### Образование
Учебные заведения:
- 4 детских сада
- Начальная школа имени Ганса Тома
- Общеобразовательная школа имени Карла Драйза
- Для получения среднего образования ученики ездят в соседние города

## Персоналии

### Почётные граждане
- Урсула Брехтель (2019) — 44 года в общинном совете
- Йозеф Долль (2019) — 44 года в общинном совете

### Известные уроженцы
- Курт Флекенштайн (*1949) — ландшафтный архитектор
- Йохен Групе (*1963) — гандболист

### Связанные с общиной
- Авет Тесфаесус (*1974) — первая чернокожая женщина в бундестаге, выросла в Хеддесхайме[7]